# Rudolf Vytlačil
Rudolf Vytlačil (Schwechat, 9 febbraio 1912 – Schwechat, 1º giugno 1977) è stato un allenatore di calcio e calciatore austriaco naturalizzato cecoslovacco, di ruolo centrocampista.

## Palmarès

### Giocatore

#### Competizioni nazionali
- Campionato cecoslovacco: 6

Slavia Praga: 1935, 1937, 1940, 1941, 1942, 1943
- Coppa di Cecoslovacchia: 2

Slavia Praga: 1941, 1942

#### Competizioni internazionali
- Coppa Mitropa: 1

Slavia Praga: 1938

### Allenatore

#### Club
- Campionato austriaco: 2

Rapid Vienna: 1966-1967, 1967-1968
- Coppa d'Austria: 1

Rapid Vienna: 1966-1967

#### Nazionale
- Coppa Internazionale: 1

1955-1960
- Argento olimpico: 1

Tokyo 1964